# Brindas
Brindas és un municipi francès situat al departament del Roine i a la regió d'Alvèrnia-Roine-Alps. L'any 2007 tenia 5.341 habitants.

## Demografia

### Població
El 2007 la població de fet de Brindas era de 5.341 persones. Hi havia 1.928 famílies de les quals 356 eren unipersonals (144 homes vivint sols i 212 dones vivint soles), 604 parelles sense fills, 836 parelles amb fills i 132 famílies monoparentals amb fills.
La població ha evolucionat segons el següent gràfic:
Habitants censats

### Habitatges
El 2007 hi havia 2.066 habitatges, 1.939 eren l'habitatge principal de la família, 48 eren segones residències i 79 estaven desocupats. 1.713 eren cases i 346 eren apartaments. Dels 1.939 habitatges principals, 1.487 estaven ocupats pels seus propietaris, 415 estaven llogats i ocupats pels llogaters i 37 estaven cedits a títol gratuït; 15 tenien una cambra, 129 en tenien dues, 235 en tenien tres, 396 en tenien quatre i 1.164 en tenien cinc o més. 1.685 habitatges disposaven pel capbaix d'una plaça de pàrquing. A 681 habitatges hi havia un automòbil i a 1.176 n'hi havia dos o més.

### Piràmide de població
La piràmide de població per edats i sexe el 2009 era:
| Homes | Edats   | Dones |
| ----- | ------- | ----- |
| 0     | 95 o +  | 0     |
| 4     | 90 a 94 | 8     |
| 4     | 85 a 89 | 20    |
| 28    | 80 a 84 | 28    |
| 40    | 75 a 79 | 56    |
| 56    | 70 a 74 | 60    |
| 88    | 65 a 69 | 80    |
| 88    | 60 a 64 | 108   |
| 136   | 55 a 59 | 104   |
| 180   | 50 a 54 | 232   |
| 192   | 45 a 49 | 168   |
| 184   | 40 a 44 | 192   |
| 176   | 35 a 39 | 184   |
| 116   | 30 a 34 | 140   |
| 136   | 25 a 29 | 132   |
| 136   | 20 a 24 | 108   |
| 224   | 15 a 19 | 164   |
| 212   | 10 a 14 | 216   |
| 184   | 5 a 9   | 156   |
| 92    | 0 a 4   | 108   |

## Economia
El 2007 la població en edat de treballar era de 3.546 persones, 2.576 eren actives i 970 eren inactives. De les 2.576 persones actives 2.432 estaven ocupades (1.270 homes i 1.162 dones) i 144 estaven aturades (67 homes i 77 dones). De les 970 persones inactives 286 estaven jubilades, 461 estaven estudiant i 223 estaven classificades com a «altres inactius».

### Ingressos
El 2009 a Brindas hi havia 1.977 unitats fiscals que integraven 5.507 persones, la mediana anual d'ingressos fiscals per persona era de 24.180 €.

### Activitats econòmiques
Dels 338 establiments que hi havia el 2007, 3 eren d'empreses alimentàries, 6 d'empreses de fabricació de material elèctric, 28 d'empreses de fabricació d'altres productes industrials, 65 d'empreses de construcció, 65 d'empreses de comerç i reparació d'automòbils, 6 d'empreses de transport, 10 d'empreses d'hostatgeria i restauració, 6 d'empreses d'informació i comunicació, 19 d'empreses financeres, 14 d'empreses immobiliàries, 59 d'empreses de serveis, 39 d'entitats de l'administració pública i 18 d'empreses classificades com a «altres activitats de serveis».
Dels 95 establiments de servei als particulars que hi havia el 2009, 1 era una oficina de correu, 2 oficines bancàries, 9 tallers de reparació d'automòbils i de material agrícola, 2 autoescoles, 8 paletes, 9 guixaires pintors, 17 fusteries, 10 lampisteries, 10 electricistes, 2 empreses de construcció, 7 perruqueries, 1 veterinari, 6 restaurants, 5 agències immobiliàries, 2 tintoreries i 4 salons de bellesa.
Dels 15 establiments comercials que hi havia el 2009, 1 era una gran superfície de material de bricolatge, 1 una botiga de més de 120 m², 2 fleques, 3 carnisseries, 2 botigues de roba, 2 botigues de mobles, 1 una joieria i 3 floristeries.
L'any 2000 a Brindas hi havia 27 explotacions agrícoles que ocupaven un total de 288 hectàrees.

## Equipaments sanitaris i escolars
Els 2 equipaments sanitaris que hi havia el 2009 eren farmàcies.
El 2009 hi havia 1 escola maternal i 2 escoles elementals. Brindas disposava de 2 col·legis d'educació secundària amb 777 alumnes.

## Poblacions més properes
El següent diagrama mostra les poblacions més properes.